# ウルフマン (2010年の映画)
『ウルフマン』（原題: The Wolfman）は、2010年のアメリカ映画。1941年の映画『狼男』のリメイク作品である。狼男を演じるのはベニチオ・デル・トロ。

## ストーリー
1891年のイギリス。ロンドンで舞台俳優として名声を得ていたローレンス・タルボットは、弟ベンの婚約者グエン・コンリフからの知らせでベンが行方不明であることを知り、久しぶりに故郷ブラック・ムーアに帰って来る。道中列車の中で謎の老人から狼の頭の銀細工の杖を譲渡される。帰国後、待っていたのは父ジョン・タルボットの冷たい歓迎であった。さらに弟のベンは無残な姿で殺され肉屋に安置されていた。葬儀後、ローレンスはベンを殺害した犯人の正体が狼男'であることを突き止めジプシーのキャンプでウルフマンを倒すべく交戦するが、逆に傷を負わされ呪いにより同族となってしまう。

## 登場人物
ローレンス・タルボット
演 - ベニチオ・デル・トロ/幼少期マリオ・マリン＝ボルケス、日本語吹替 - 山路和弘
本作の主人公で舞台俳優として成功している中年男性。ベンの兄弟（媒体により兄弟の関係は異なる）で幼い頃に母親ソラーナを亡くし、以後は父親ジョン卿に精神病院に入院させられ退院後は叔母の元でアメリカで過ごす。幼少期のトラウマから精神病を患っているが、根は優しく紳士的な性格でジョンの変身したウルフマンからシプシーの母娘を助けたり、小説版では少年を庇ってウルフマンに噛まれている。ただし、母親を侮辱する者は許さず酒場で母親を売女と罵った男に酒をかけて怒鳴っている。最初は疎ましがっていたが、ベンの婚約者であるグエンに次第に惹かれていく。ウルフマンとなりロンドンで警官、女性も含む市民を大量虐殺した罪荷に自害することを覚悟しブラックムーアに帰国。ジョンが変身したウルフマンと対決し勝利。最後はグエンに銀の銃弾を心臓に撃ち込まれ「これでいいんだ」と言い残し静かに息を引き取る。ようやくその魂は安息を得た。
ウルフマン
ローレンスが満月を見ることで変身した狼男。黒みがかった茶色の体毛が特徴で強力な爪と牙、怪力と強力な跳躍力が武器で高い戦闘能力を持ち、大多数の銃を持った猟師やアバラインら警官隊を一度に殺戮できるほど。また強力な再生能力を持ち銃で撃たれても、ジョンのウルフマンに肩の肉を食われても一瞬で再生している。普段は二足歩行だが高速走行する際は四足歩行となる。ただし邪悪な者を払う銀に関連した武器に弱く銀の銃弾で絶命している。まだ変身に慣れていない為にジョンウルフマンに戦闘力は劣る。
ジョン・タルボット卿
演 - アンソニー・ホプキンス、日本語吹替 - 三木敏彦
ローレンスとベンの父親の貴族。狩猟とボクシングが趣味で過去にシンと共にある山奥で異形な少年に噛まれウルフマンとなった。長年ウルフマンでいた為ある程度ウルフマン化しても知性を保つことが可能となっている。羊飼いや妻ソラーナを殺害後、満月の夜はシンに自分を城の地下壕に閉じ込めさせることで被害を押さえていたが、ベンを殺害後はウルフマンの力を楽しむようになる。最後はローレンスウルフマンに爪で首を刎ねられ死亡、死体はタルボット城と共に炎上し消滅した。
ウルフマン
ジョンが満月を見て変身する狼男。ローレンスとの違いは白髪のジョンが変身する為、体毛が若干灰色がかっていることと長年変身している経験の為、戦闘能力がこちらのほうが上であることでジプシーのキャンプ襲撃時は大多数の人間を殺害している。爪と牙が武器で高い再生能力を持つ。ローレンスが変身したウルフマンと戦いその経験値と変身の慣れにより圧倒するが、ローレンスウルフマンに暖炉に蹴り込まれ全身に火が付いたことが仇となり、その隙にローレンスウルフマンの左手で鳩尾を切られ怯んだ隙に右手で首を切断され絶命した。小説ではローレンスとの対比から巨大なオオカミそのものの姿人狼に変身する。
グエン・コンリフ
演 - エミリー・ブラント、日本語吹替 - 花村さやか
本作のヒロインで20代後半の美女。普段は父親の経営する骨董店で店員をしており、ベン、ローレンスと同様に母親を亡くしている。心優しくまた気丈で強い信念の持ち主。ベンの死後、ウルフマンとなったローレンスの野性味とその内面の優しさに惹かれていく。ローレンスをウルフマンの呪いから救う為に奔走するが、その方法は無く最終的にローレンスウルフマンを射殺することによりその魂を救い最期を看取った。
アバライン警部
演 - ヒューゴ・ウィーヴィング、日本語吹替 - 佐々木勝彦
ウルフマンの殺人事件を捜査する為イギリスから来た警部でかつて切り裂きジャック事件で活躍した。紳士的な性格で喋り方は慇懃無礼。最後はローレンスウルフマンに噛まれたことで呪いを受ける。小説ではその後、傷により1年後に警察を退職したが無事に呪いを克服し、私立探偵となり80代まで生きて亡くなった。
マレヴ
演 - ジェラルディン・チャップリン、日本語吹替 - 藤生聖子
ジプシーの占い師。ジョンウルフマンの襲撃を受けたローレンスを救うが、それがローレンスを苦しめることとなる。グエンに助けを求められるが、ウルフマンの呪いから救う方法は無いと語った。
シン
演 - アート・マリック
シーク教の信者で頭のターバンが特徴。タルボット家の使用人でジョンの良き親友でもある。最後は暴走したジョンウルフマンに壁の杭に串刺しにされて死亡した。
ベン・タルボット
演 - サイモン・メレル/幼少期エイサ・バターフィールド
ローレンスの兄弟でグエンの婚約者。グエンと結婚しタルボット城を後にしようとした所、グエンに好意を持つジョンウルフマンに殺害され食い荒らされた遺体となって肉屋に安置され、葬儀後にソラーナと共に墓に埋葬された。
ソラーナ・タルボット
演 - クリスティーナ・コンテス
ジョンの妻でローレンスとベンの母親。容姿はグエンに似ており、グエンと同様に美しく強い信念を持つ女性でジョンですら生涯のパートナーと認めたほど。暴走したジョンウルフマンに喉を切られて殺害され、その死はジョンの権力により自殺として揉み消された。
列車の老人
演 - マックス・フォン・シドー、日本語吹替 - 佐々木敏
ローレンスが列車の中で出会った老紳士。狼の頭の銀細工が施された杖を好意からローレンスに譲渡する。この杖はフランスのジェヴォーダン地方で入手した呪いの杖で前の持ち主こそがジェヴォーダンの獣であり、彼は助かったがローレンスがウルフマンとなる運命を決定付けた。
ジプシーの男
演 - リック・ベイカー
ジプシーのキャンプでジョンウルフマンに殺害された男性。
ジェヴォーダンの獣
かつてフランスで暴れた未知の獣。老人の持っていた杖の前の持ち主ですなわち先代のウルフマンである。ローレンスとジョンがもっぱら男性ばかり殺害したのに対し、この個体が女性と子供ばかりを殺害したのは変身者の性癖によるもの。

## キャスト
役名：俳優（ソフト版吹き替え）
- ローレンス・タルボット／ウルフマン（狼男）：ベニチオ・デル・トロ（吹替：山路和弘）
- ジョン・タルボット卿：アンソニー・ホプキンス（吹替：三木敏彦）
- グエン・コンリフ：エミリー・ブラント（吹替：花村さやか）
- アバライン警部：ヒューゴ・ウィーヴィング（吹替：佐々木勝彦）
- マレヴ：ジェラルディン・チャップリン（吹替：藤生聖子）
- シン：アート・マリック
- ベン・タルボット：サイモン・メレル
- ソラーナ・タルボット：クリスティーナ・コンテス
- 幼い頃のローレンス：マリオ・マリン＝ボルケス
- 幼い頃のベン：エイサ・バターフィールド
- 列車の老人: マックス・フォン・シドー（吹替：佐々木敏）
- ジプシーの男：リック・ベイカー

## 製作
特殊メイクを担当したリック・ベイカーは、この作品で7度目のアカデミーメイクアップ賞（2010年度、第83回）を受賞した。彼の初めての同賞受賞は1981年の映画『狼男アメリカン』であるが、そこでも彼は狼男の特殊メイクを担当していた。
VFXはムービング・ピクチャー・カンパニー、リズム&ヒューズ、ダブル・ネガティブ、Zoic Studiosなどが担当している。

## 公開
当初は2009年2月に全米公開される予定だったが、追加撮影などのために2010年2月12日に延期された。日本では2010年4月23日公開。

## DVD
日本では、2010年9月にジェネオン・ユニバーサル・エンターテイメント（現在のNBCユニバーサル・エンターテイメントジャパン）より、Blu-rayとDVDの2枚セットにて発売された。
DVDに映像収録されているのは、劇場公開時に削除された未公開シーン（約16分）を復活させたディレクターズカット版である。Blu-ray版には劇場公開版とディレクターズカット版の両バージョン及び本編とは異なるエンディングを収めたラストシーンの別バージョンが収録されている。

## 評価
レビュー・アグリゲーターのRotten Tomatoesでは221件のレビューで支持率は33%、平均点は4.80/10となった。Metacriticでは36件のレビューを基に加重平均値が43/100となった。

## リブート
今後に本作が新狼男としてリブートされる予定である。